# Эберсвальде
Эберсвальде (нем. Eberswalde) — город в Германии, районный центр, расположен в земле Бранденбург.
Входит в состав района Барним. Население составляет 41 209 человек (2009). Занимает площадь 58,20 км². Официальный код — 12 0 60 052.
Город подразделяется на 7 городских районов.

## История
Впервые упоминается (как Эверсвальде) в документах маркграфа Альбрехта III 23 апреля 1276 года. проживал там. В 1300 году он получил право свободной торговли. В начале XIV века город был укреплен крепостной стеной с четырьмя воротами и двойными валами и рвами.
В 1499 году был уничтожен пожаром, но после восстановления стал крупным промышленным центром маркграфства Бранденбург; к 1532 году в городе появилось несколько кузниц, заводы по производству жести, проволочных изделий, бумажная фабрика, суконные мануфактуры и кирпичные заводы. Постройка Финов-канала (1605—1620), соединившего Одер и Гавел, сделало город важным пунктом на этом водном пути.
Город сильно пострадал во время Тридцатилетней войны: в 1635 году в городе осталось всего двадцать жителей, и только к 1722 году число жителей достигло довоенного уровня — 1200 человек.
В середине XVIII века город пережил новый экономический подъём; был реконструирован Финов-канал; в 1785 году в Эберсвальде был произведён котел для первого в Германии парового двигателя. В 1830 году в Эберсвальде перенесена Берлинская лесная академия. В XIX веке здесь бурное развитие получила промышленность: появились чугунолитейные, новые машиностроительные и металлообрабатывающие производства; появилась железная дорога — 30 июля 1842 года было введено в строй сообщение с Берлином, 15 августа 1843 года — с Штеттином; 23 ноября 1877 года стала действовать первая немецкая телефонная линия — между Эберсвальде и Финовфуртом. В 1914 году был сооружен Гогенцоллерканал, сейчас Одер-Хайфель-канал. В 1923 году из Эберсвальде впервые в мире состоялась радиотрансляция концерта.
В апреле 1945 года город подвергся разрушительной бомбардировке. В послевоенные годы в Эберсвальде располагался штаб 4-й танковой армии, участвовавшей в операции по взятию Берлина, командующий генерал Д. Д. Лелюшенко. В 1947—1949 годах, вместе со служившим там отцом, в гарнизоне жил маленький Володя Высоцкий.
В 1970 году, когда Эберсвальде был объединён с Финовом, появилось название: Эберсвальде-Финов. 1 июля 1993 года город получил официальное название Эберсвальде.

## Демография
Объединение Германии привело к спаду производства, сокращению рабочих мест. Количество жителей сократилось с 55 тысяч в 1980-е годы до 40 тысяч, что было обусловлено падением рождаемости и оттоком молодежи из Эберсвальде.
| Год  | Население |
| ---- | --------- |
| 1831 | 4 388     |
| 1910 | 26 075    |
| 2005 | 42 144    |
| 2010 | 41 175    |

## Персоналии
- Эмми фон Винтерфельд-Варнов (1861—1937) — немецкая писательница.
- Вадим Егоров (род. 7 мая 1947) — русский поэт, бард.
- Кандида Хофер (род. 1944) — современный немецкий фотограф.
- Дагмар Фредерик (род. 15 апреля 1945) — немецкая эстрадная певица и актриса.
- Бернард Альтум (1824—1900) — профессор Эберсвальдской лесной академии.
- Юлиус Рацебург (1801—1871) — профессор Эберсвальдской лесной академии.
- Фриц Швердтфегер (1905—1986)
- Владимир Высоцкий (1938—1980)

## Достопримечательности

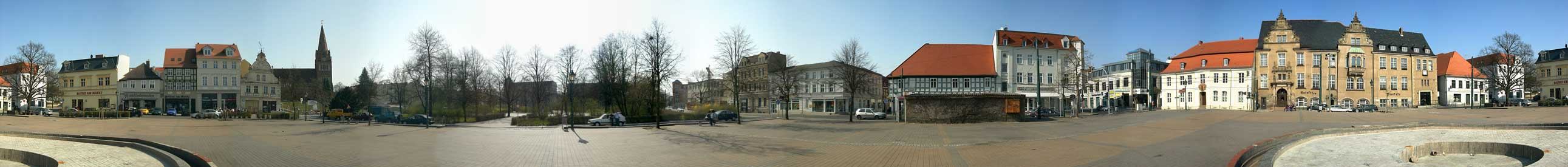
Эберсвальде — панорама.

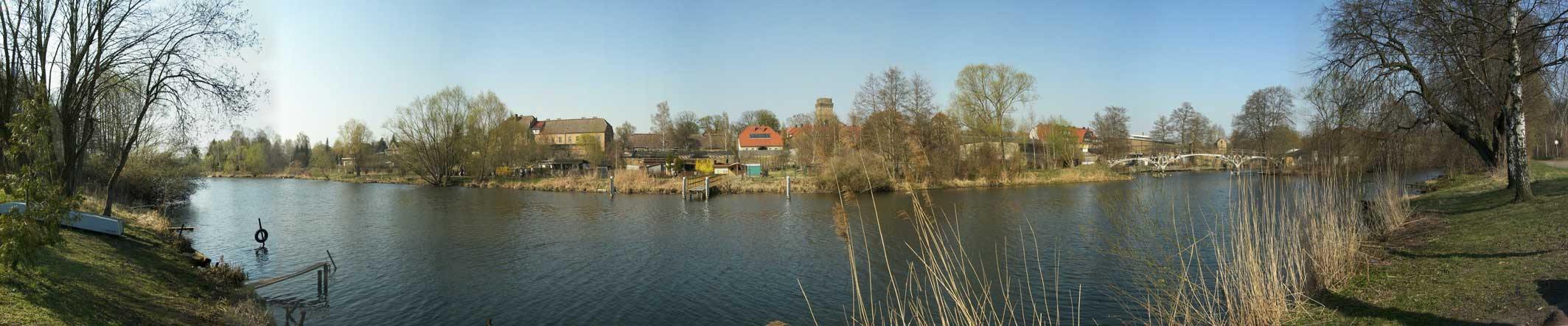
Эберсвальде — панорама.

- В 2007 году в городе был открыт Дом-музей П. Вундерлиха (Paul-Wunderlich-Haus), посвящённый родившемуся здесь немецкому художнику Паулю Вундерлиху.
- Церковь Марии Магдалины (Эберсвальде) — построена в первой половине XIV века.
- В Эберсвальде работает одна из трех ныне действующих троллейбусных сетей в Германии.

## Галерея

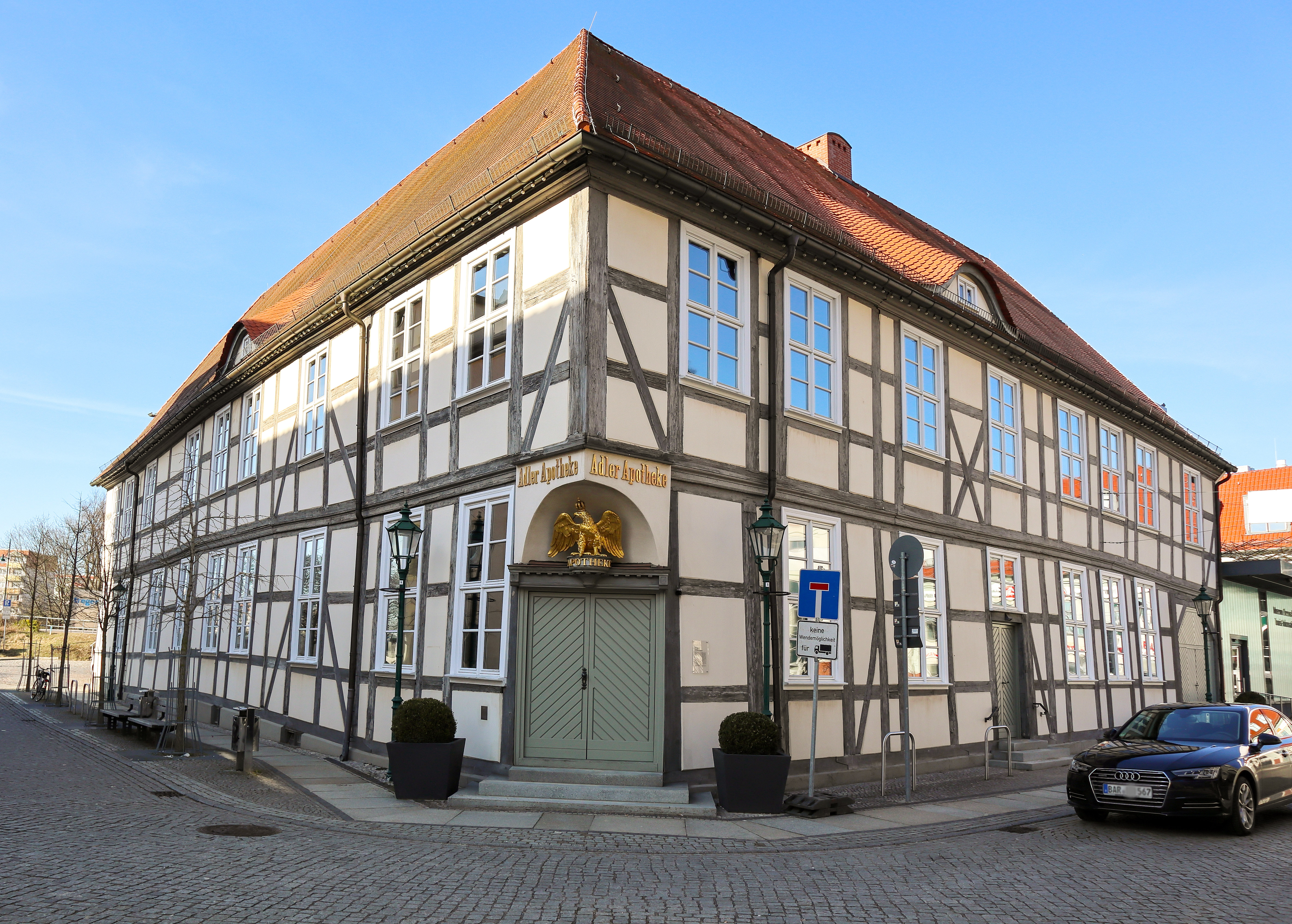
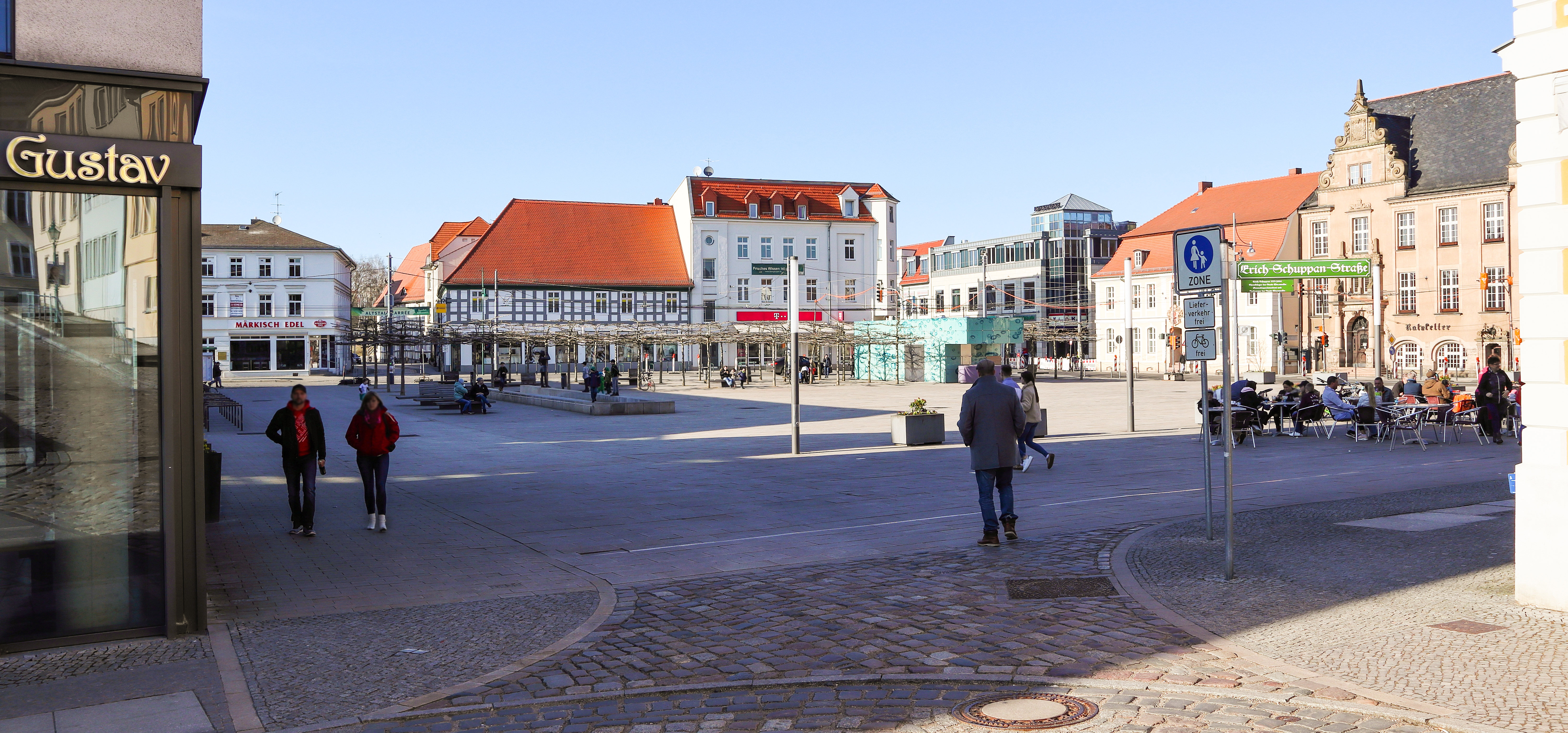
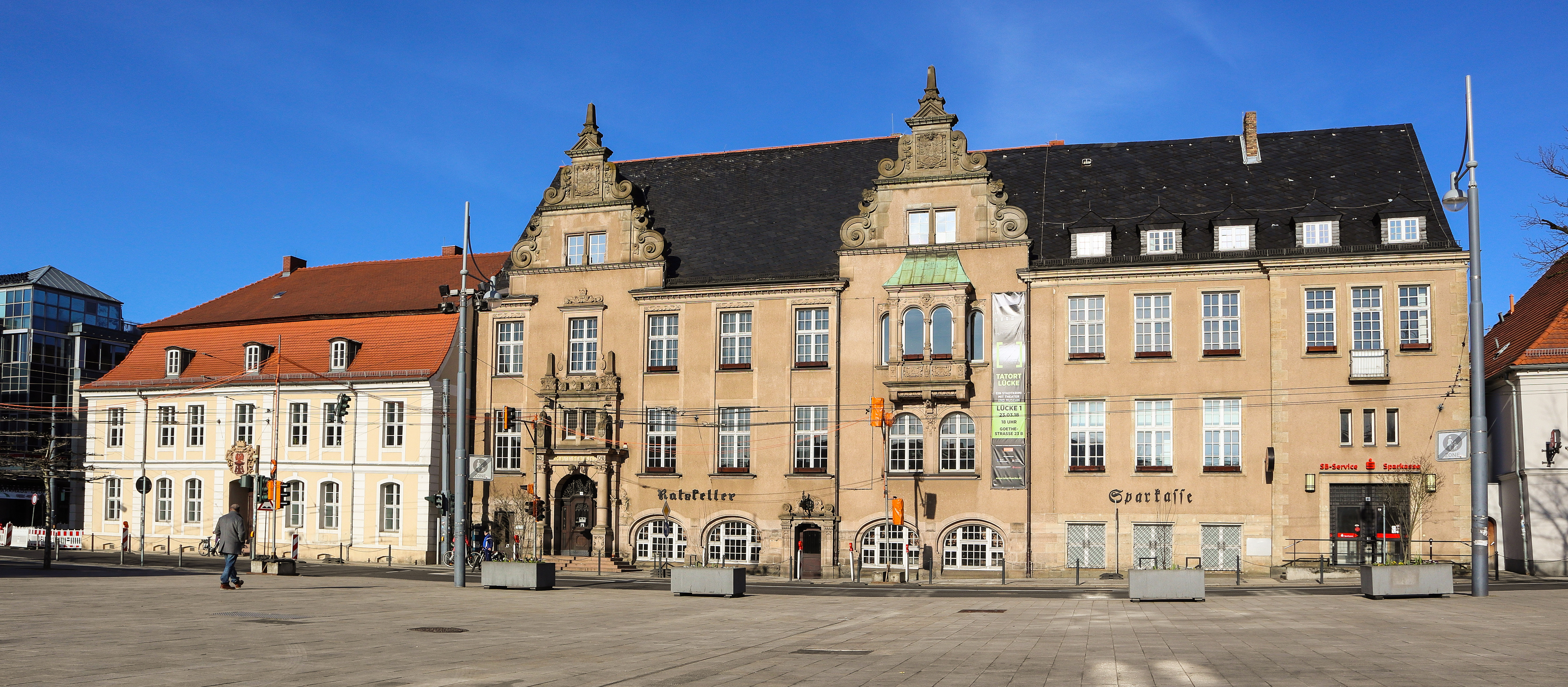
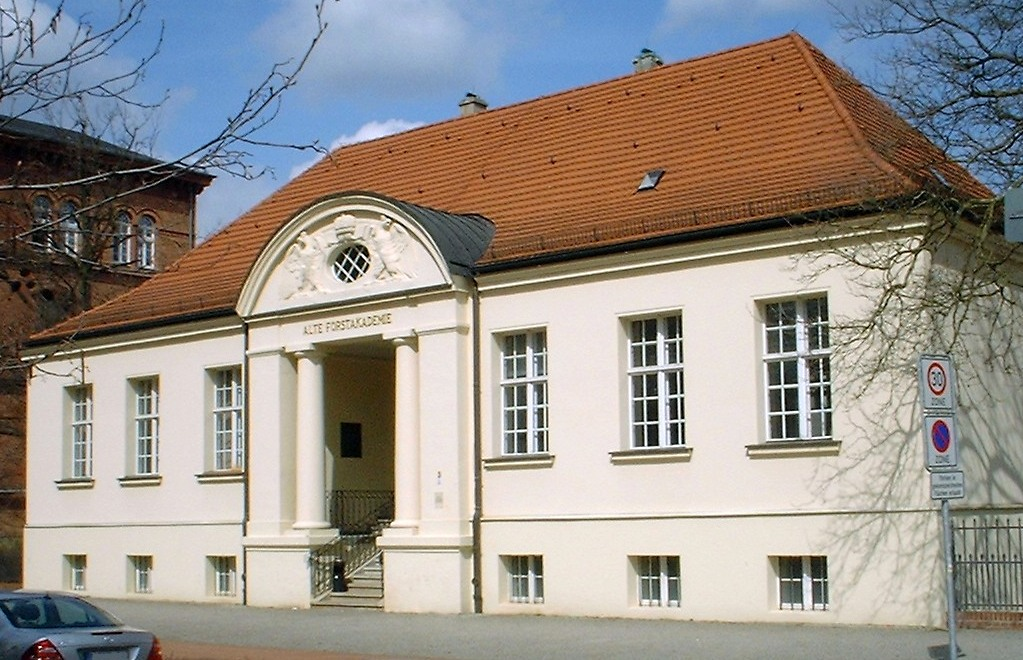
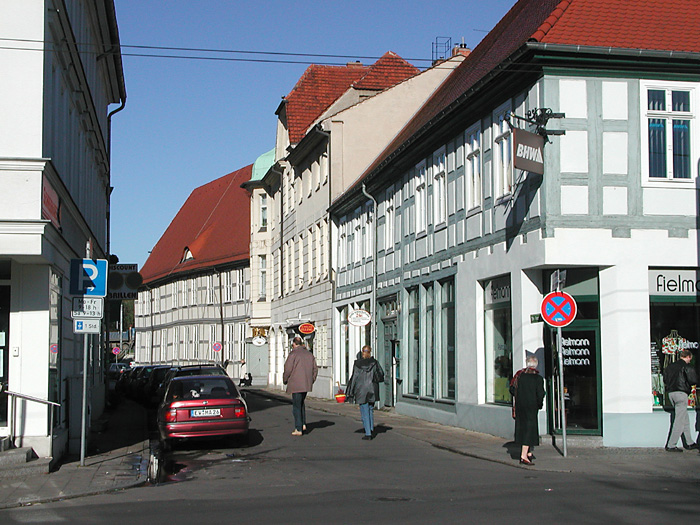
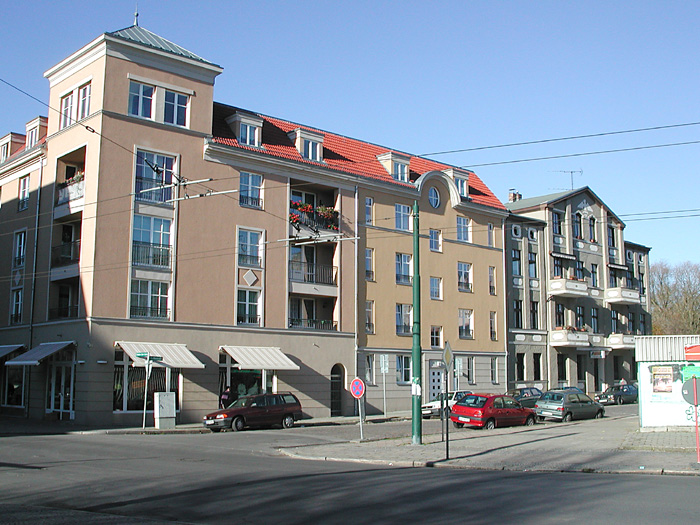
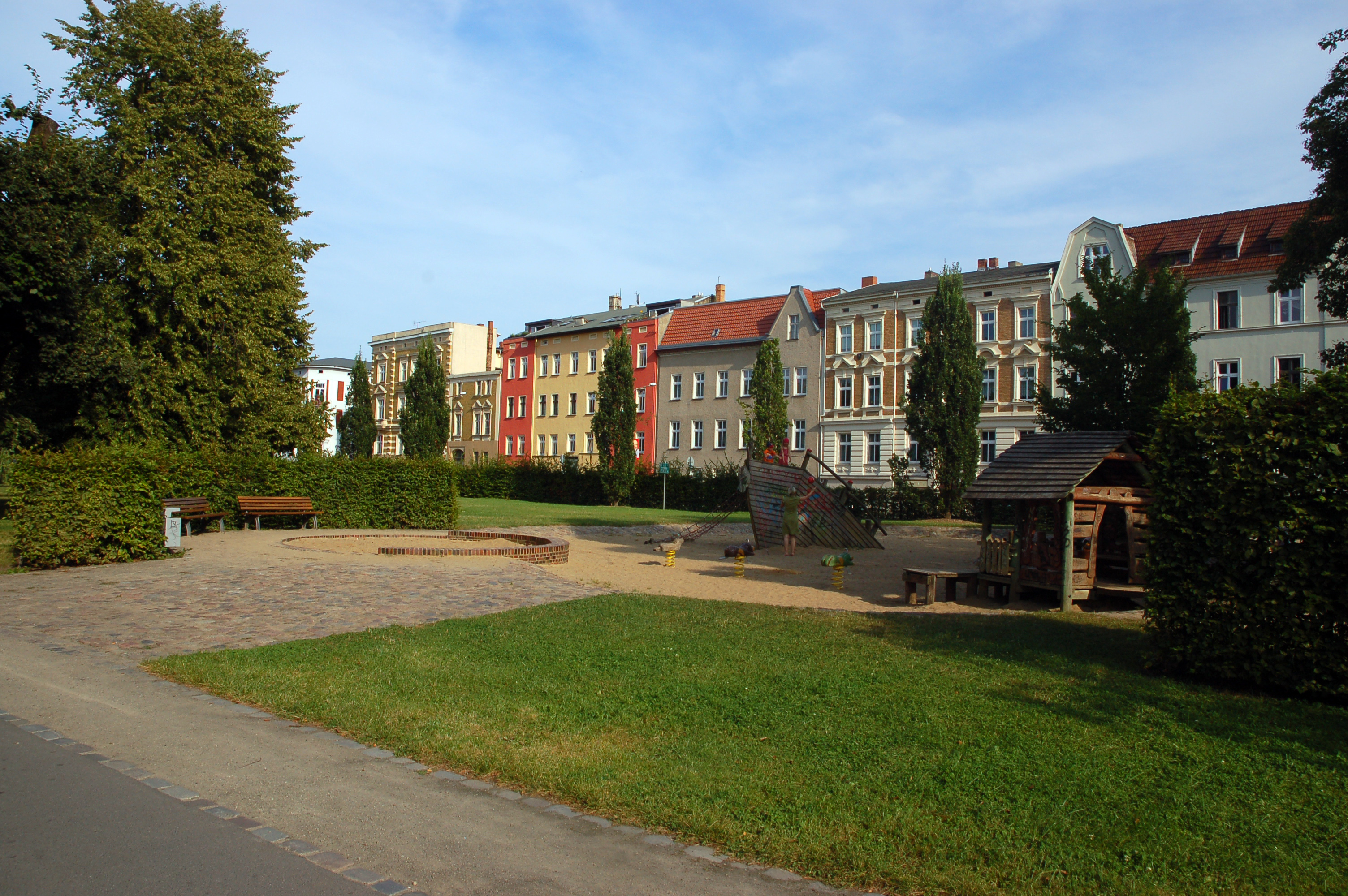
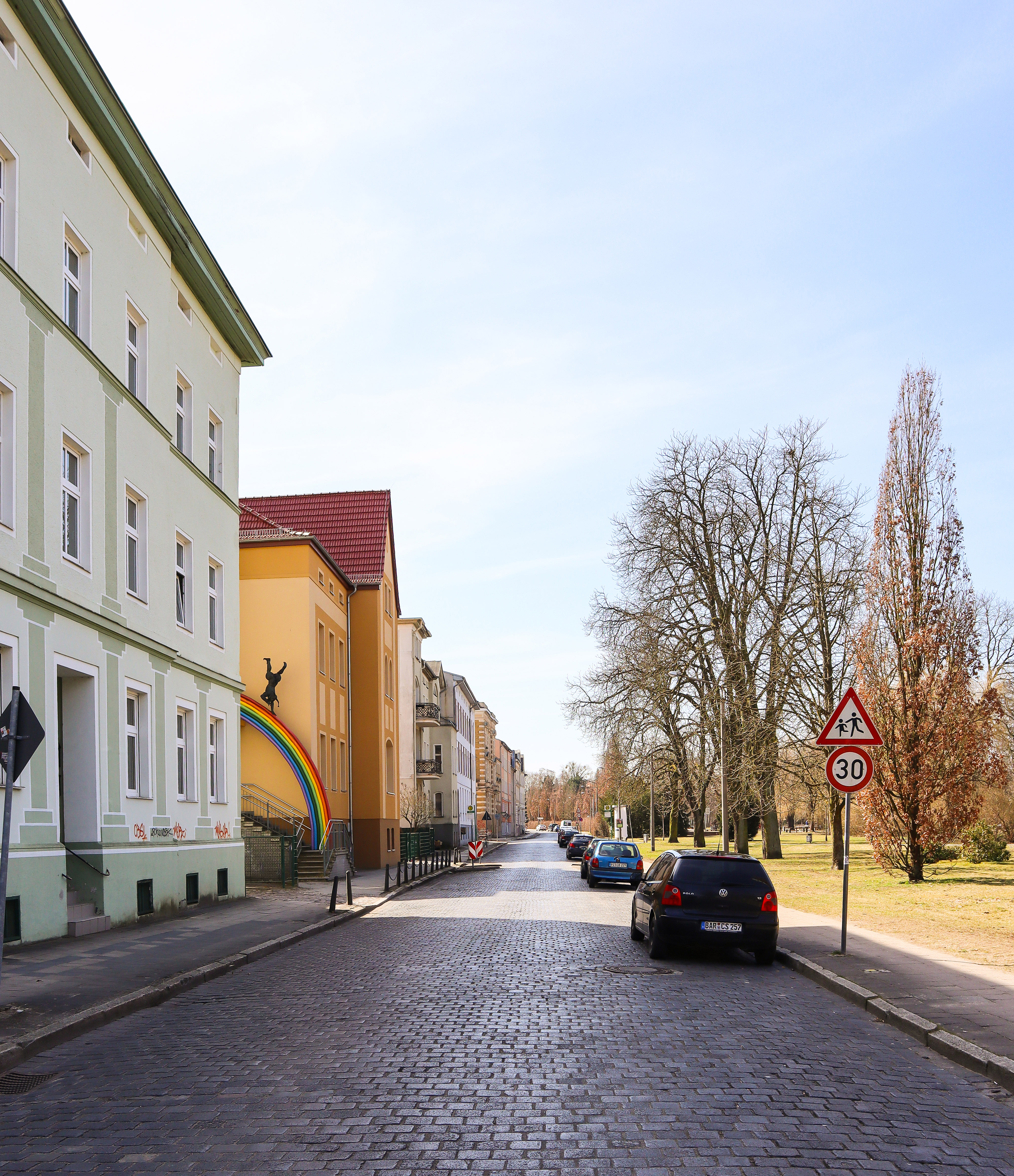
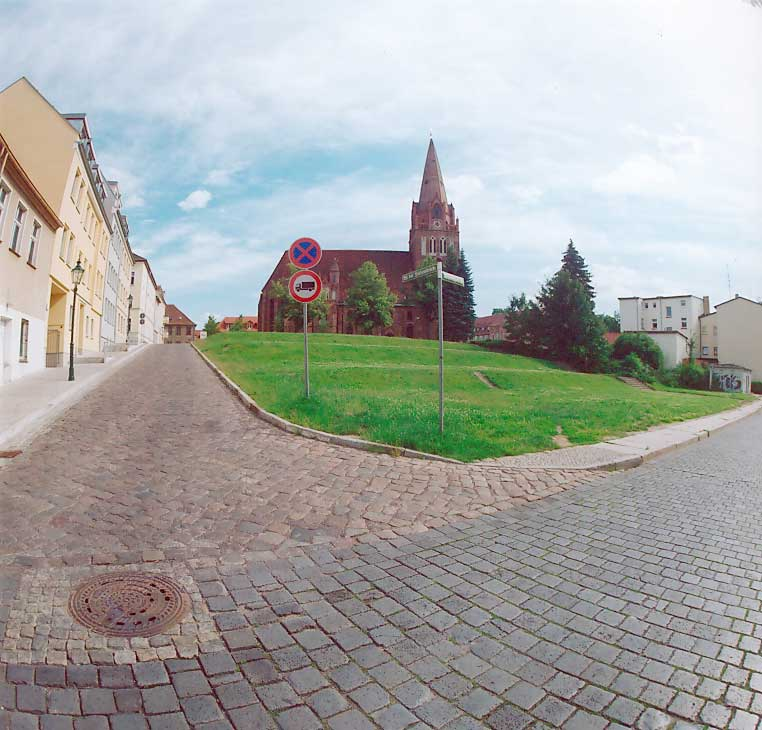
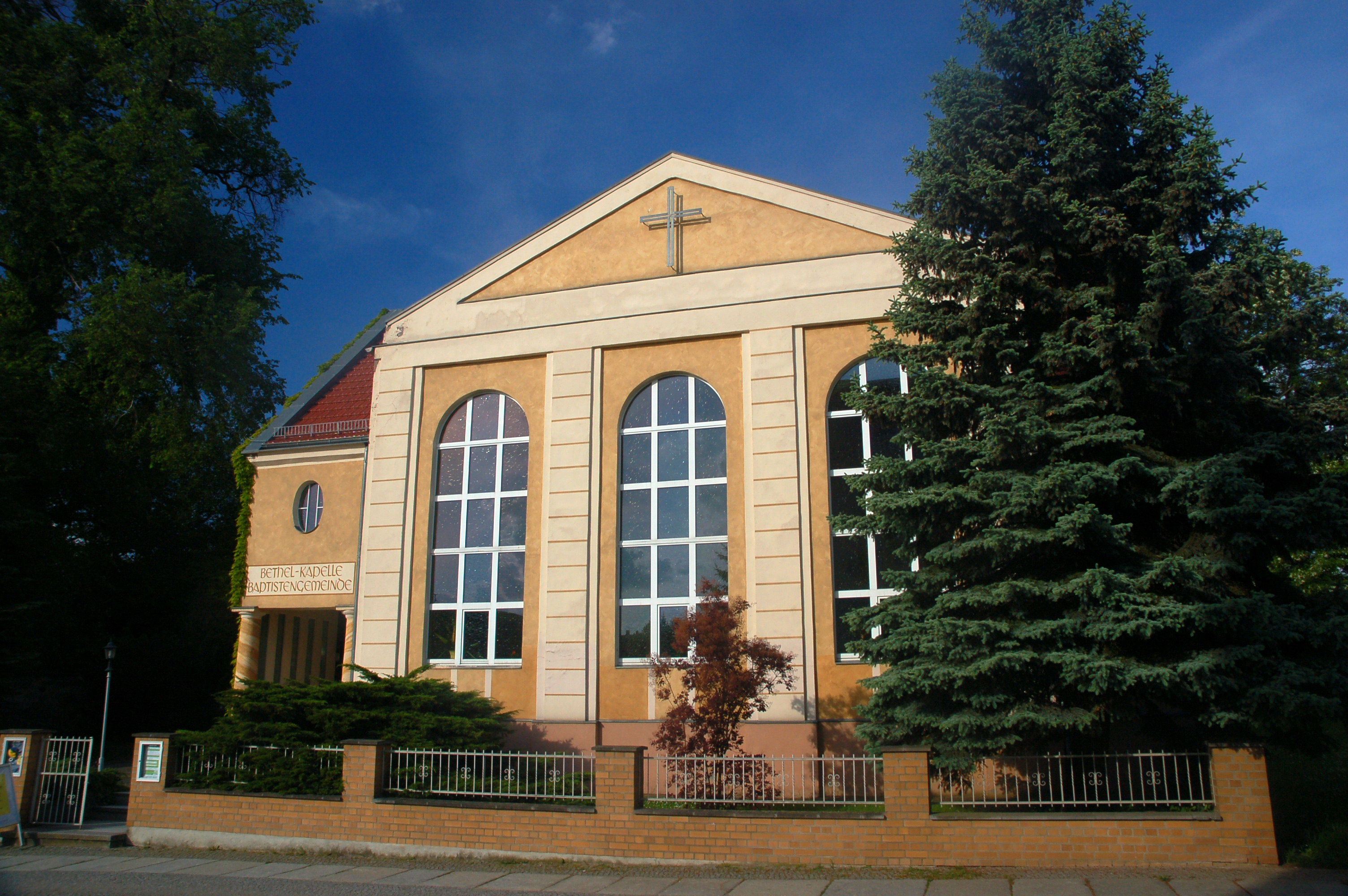
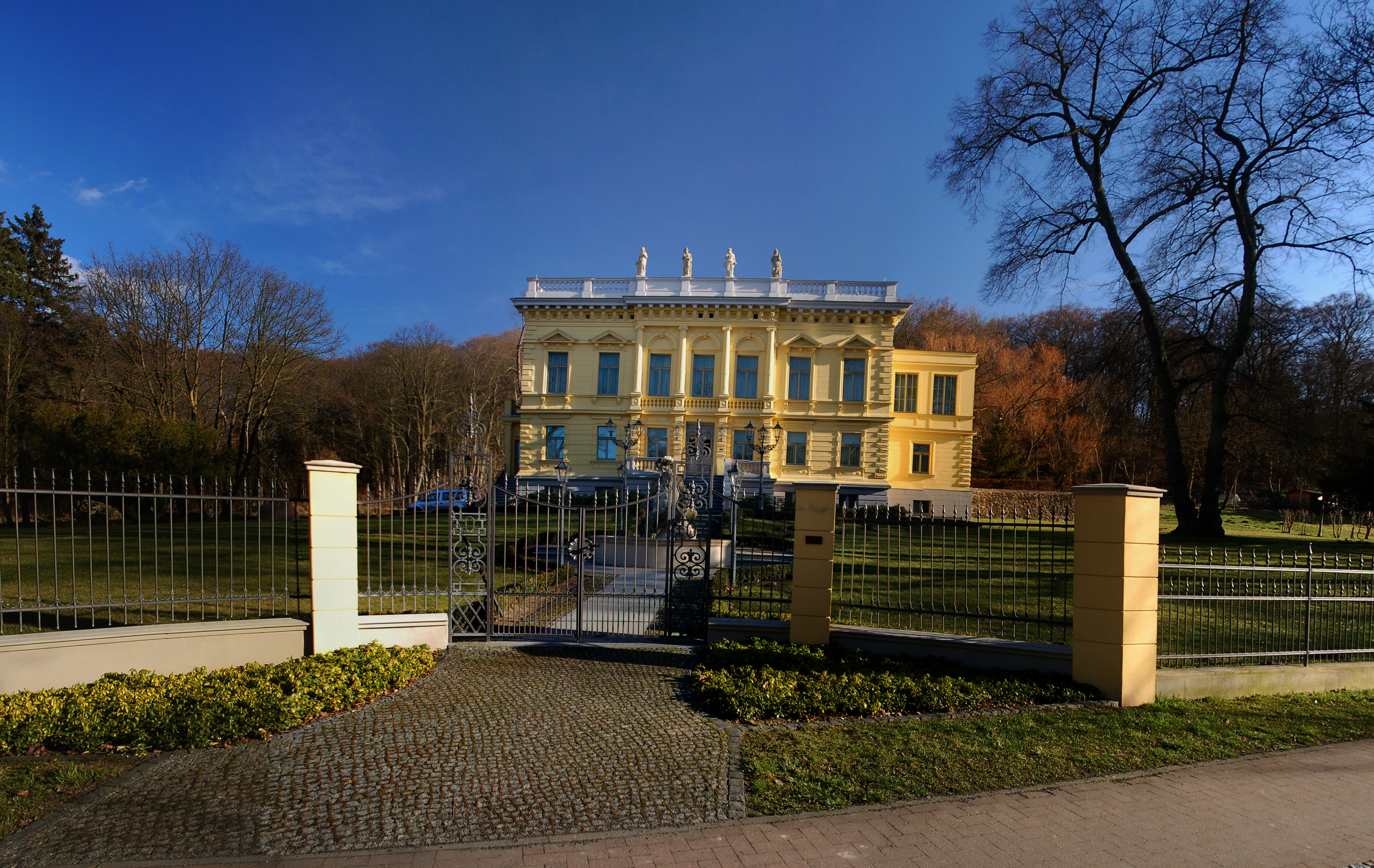
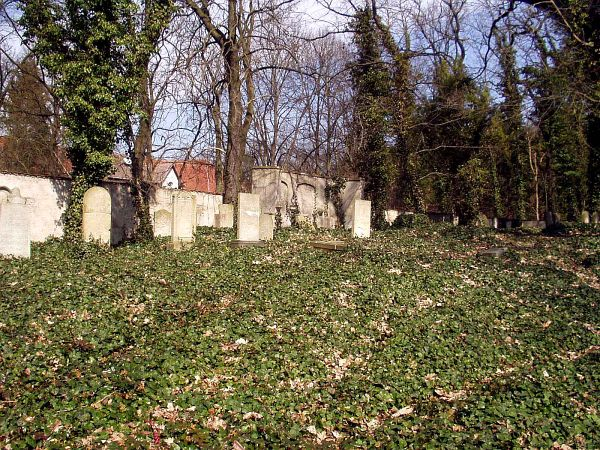
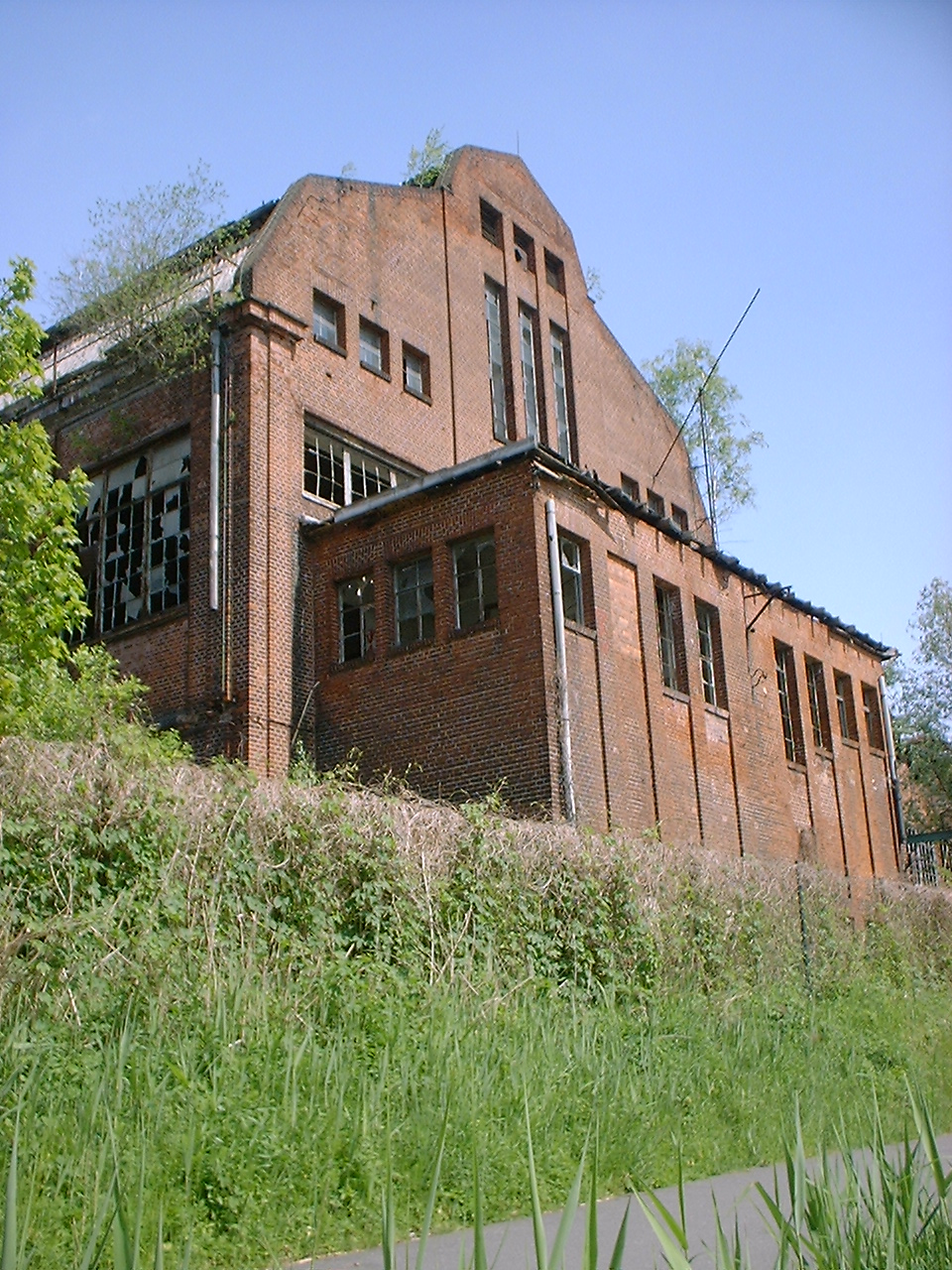